# Type Pieper CGB
L'automotrice système Pieper est un type d'automotrice à transmission électromécanique pour tramway du système Pieper, construit par l'Énergie pour la Compagnie des chemins de fer de grande banlieue (CGB).

## Histoire

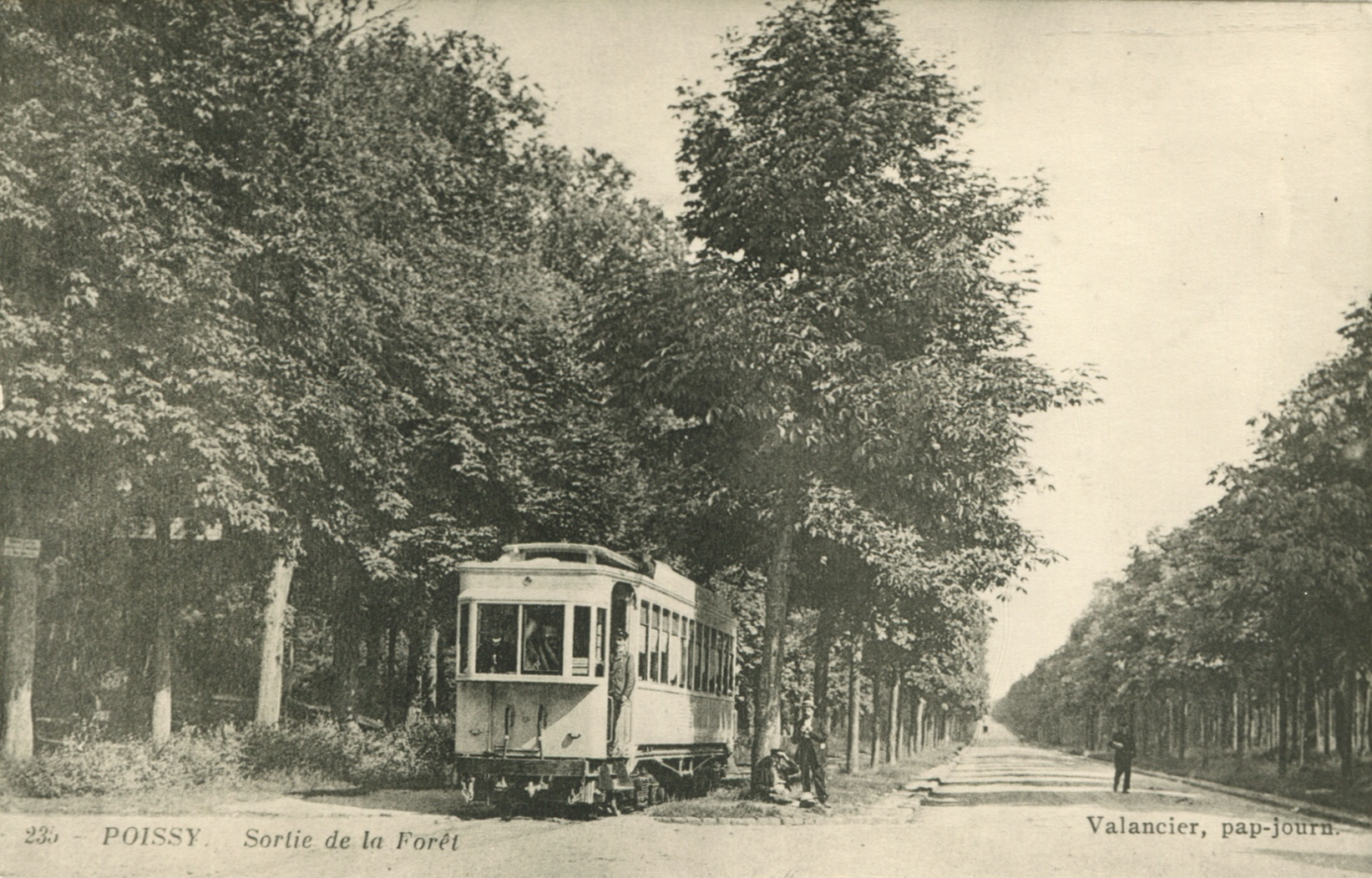
Le prototype en essai sur la ligne de Saint-Germain à Poissy en 1911.

En 1911, la Compagnie des chemins de fer de grande banlieue (CGB) qui a repris l'exploitation en 1910 de la ligne de tramway de Saint-Germain à Poissy procède à l'essai d'une automotrice utilisant le système de propulsion Pieper hybride thermique électrique pour tenter de moderniser l'exploitation de cette ligne alors exploitée à l'aide de locomotives sans foyer du système Francq et dont le faible trafic ne justifie pas l'électrification. Au début de l'année 1911, la société Pieper envoie un prototype à la CGB (le troisième prototype conçu par la société) et qui a précédemment circulé à la Société nationale des chemins de fer vicinaux (SNCV) le véhicule ayant été conçu pour cette dernière. Celui-ci est mis en service sur la ligne le 9 avril 1911 et y reste jusqu'au 19 octobre 1911,. Les résultats des essais sont satisfaisants si bien que dès décembre 1911, la compagnie met en service trois automotrices identiques au prototype et à celles livrées à la SNCV en 1911 à l'exception de la caisse et construites comme ces dernières par l'Énergie, les livraisons s'étalant jusqu'au début de l'année 1912, date à laquelle la ligne est intégralement exploitée grâce à ces trois automotrices,,,.

## Caractéristiques

### Caractéristiques générales
| Nombre construits                     | 3                |
| Constructeur                          | Énergie          |
| Numéros                               | AB 1 à AB 3      |
| Écartement [mm]                       | 1 440            |
| Longueur hors-caisse [mm]             | 14 570           |
| Largeur hors-caisse et hors-tout [mm] | 2 050            |
| Hauteur hors-tout [mm]                | 3 650            |
| Entraxe bogies [mm]                   | 8 000            |
| Porte-à-faux hors-caisse [mm]         | 3 280            |
| Nombre de bogies moteurs+porteurs     | 2+0              |
| Disposition des essieux               | A1'1A'           |
| Conduite                              | bidirectionnelle |

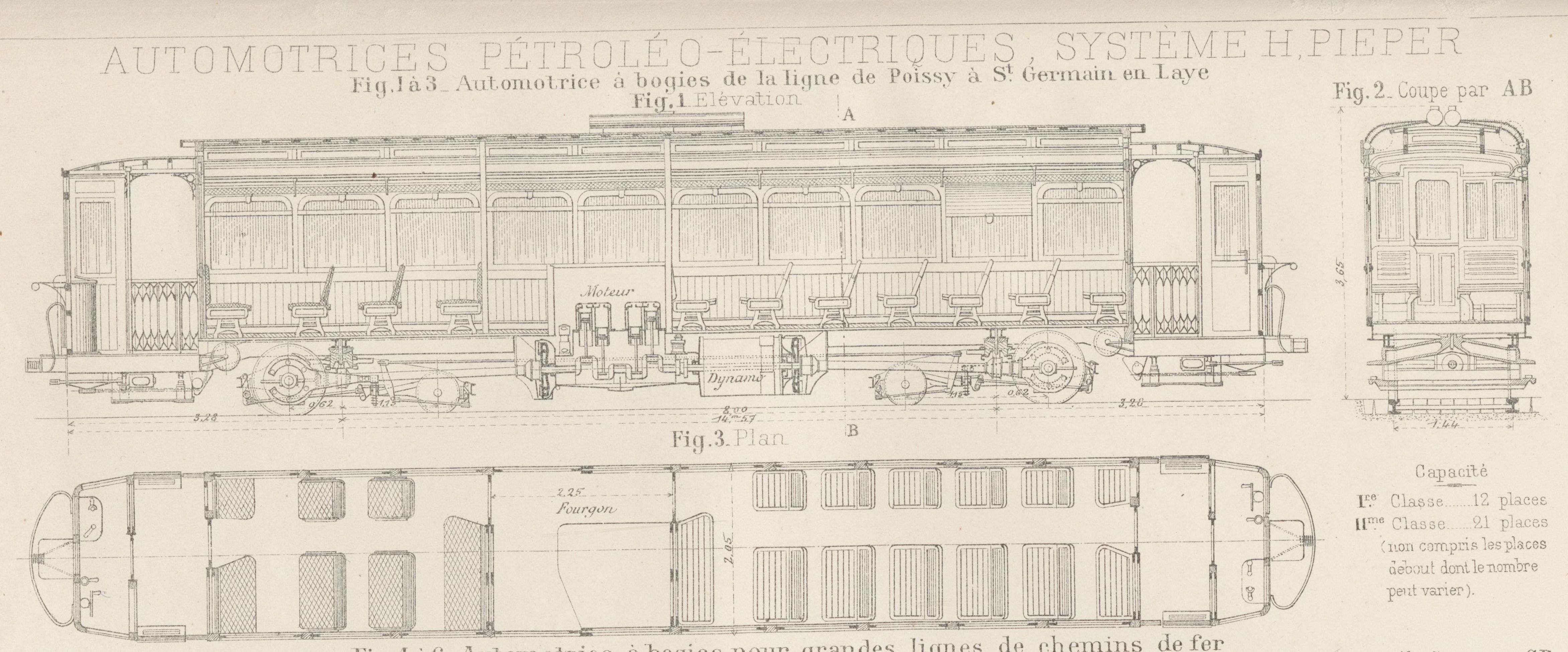
Plan d'ensemble.

Ces automotrices n'ont pas donné satisfaction : le  contrôleur de marche placé sur chaque plate-forme se révèle extrêmement fragile. Notamment, le retour brusque au cran zéro pour freinage d'urgence provoquait des arcs qui mettaient le contrôleur hors d'usage, nécessitant le retour de l'engin au dépôt pour réparations. Par ailleurs.le moteur thermique provoquait des vibrations très importantes et déplaisantes.

### Bogies
Deux bogies type Maximum Traction.

### Motorisation
| Transmission      | électromécanique - Premier système Pieper type II                                                                                                   |
| ----------------- | --- |
| Moteur thermique  | benzol |
| Construction      | 4 cylindres |
| Puissance         | 66 kW (90 ch) à 950 tr/min |
| Moteur électrique | |
| Ensemble          | |
| Boite de vitesses | aucune |
| Agencement        | 1. Moteur à combustion interne (MCI) 2. Moteur électrique 3. Embrayages 4. batterie d'accumulateurs 5. Bogies 6. Essieu non moteur 7. Essieu moteur |
| Disposition       | Longitudinale sous la caisse |
| Transmission      | Par cardans à chaque essieu extérieur des bogies.                                                                                                   |

## Note et sources

### Note
1. 1 2  Le sort du prototype, numéroté A.2 par le constructeur, à la fin de l'essai est inconnu, il est possible que la CGB n'ait en réalité commandé que deux automotrices s'ajoutant au prototype A.2, c'est l'idée que soutient Dirk Eveleens Maarse[2], néanmoins, le prototype a bien été retiré du service le 19 octobre 1911 et la livraison des véhicules pour le service régulier n'a commencé qu'en décembre pour se terminer en janvier, date à laquelle la ligne est intégralement exploitée par ces motrices[3],[1]. Une autre source précise que les trois véhicules des CGB possèdent une caisse différente de celle des véhicules de la SNCV, le prototype ayant été conçu à l'inverse avec une caisse et des équipements pour la SNCV[4].